# Janochów
Janochów (niem. Haynhauser, Johannsthal) – kolonia wsi Lubiechowa w Polsce, położona w województwie dolnośląskim, w powiecie złotoryjskim, w gminie Świerzawa.
W latach 1975–1998 kolonia administracyjnie należała do województwa jeleniogórskiego.
Janochów nie został uwzględniony w spisie powszechnym GUS w 2011. Janochów to niewielka kolonia stanowi część wsi Lubiechowa, położona na wysokości około 370–380 m n.p.m. W wieku XVIII majątek w Janochowie należał do Kaspra Ottona von Zedlitza. Janochów położony jest przy drodze łączącej Legnicę z Jelenią Górą; w miejscowości znajduje się przystanek PKS.